# Live at Knebworth
Live At Knebworth, também chamado Live Summer 2003, é um álbum do cantor Robbie Williams, gravado ao vivo em Knebworth, Inglaterra, e lançado em outubro de 2003.  Os três shows dessa turnê atraíram um total de 375.000 fãs, tornando-se o "maior evento musical da história britânica".
Este tornou-se o álbum ao vivo que mais vendeu na primeira semana, no Reino Unido, com 120.000 cópias vendidas. Atingiu a primeira posição na Alemanha e na Áustria e ficou entre os dez mais vendidos em toda a Europa, Australásia e América Latina. Acabou por vender 600.000 cópias no Reino Unido e três milhões na Europa. Robbie lançou juntamente um DVD, "What We Did Last Summer", desse mesmo concerto em Knebworth.

## Faixas
1. Let Me Entertain You
2. Let Love Be Your Energy
3. We Will Rock You
4. Monsoon
5. Come Undone
6. Me And My Monkey
7. Hot Fudge
8. Mr. Bonjangles
9. She's The One
10. Kids
11. Better Man
12. Nan's Song
13. Feel
14. Angels